# Gabriel Nsé Obiang
Gabriel Nsé Obiang Obono (Engong Oyec, Akonibe, ca. 1961) es un exmilitar y político ecuatoguineano, actual líder del partido opositor Ciudadanos por la Innovación (CI).

## Biografía
Es oriundo del poblado de Engong Oyac, ciudad de Akonibe.
Estudió la carrera militar en la Academia Militar de Zaragoza entre 1984 y 1989. Tras graduarse y regresar a Guinea Ecuatorial, fue miembro de la Guardia Presidencial, ayudante de campo y jefe del Gabinete militar del dictador Teodoro Obiang Nguema, así como director general de un departamento del ministerio de Defensa. Cercano a Obiang, se le confiaron labores de represión contra opositores al régimen.  No obstante, Nsé Obiang niega dichas afirmaciones.
Tras la Revuelta bubi de 1998, Nsé Obiang participó en la represión a la etnia bubi en la Isla de Bioko y fue el presidente del Tribunal Militar en el juicio al que fueron sometidos los involucrados en los hechos, entre ellos el dirigente bubi Martín Puye.
En 2001, Nse Obiang cayó en desgracia y se exilió en Zaragoza (España), fundando en 2005 el partido opositor Candidatura Independiente de Guinea Ecuatorial (CI). Durante los años siguientes, Nse Obiang tuvo la intención de presentarse a varias elecciones presidenciales desde el exilio, sin éxito. También participó en el Gobierno de Guinea Ecuatorial en el exilio como jefe militar de esta entidad.
En 2014, la Candidatura Independiente participó en un diálogo nacional convocado por el gobierno ecuatoguineano con el objetivo de dialogar y legalizar los partidos de oposición en el exilio. Al volver a Guinea Ecuatorial, Nsé comenzó junto a su partido una gira por todo el país reclutando miles de seguidores y militantes. En menos de dos años, según los observadores internacionales, Gabriel Nsé se había convertido en el principal rival de Obiang.
El partido fue legalizado en noviembre de 2015 bajo el nombre de Ciudadanos por la Innovación. Para las elecciones presidenciales de Guinea Ecuatorial de 2016 CI presentó la candidatura de Nse Obiang, pero esta fue rechazada al no contar el candidato con los cinco años de residencia requeridos. Nse Obiang declaró que se trataba de una decisión política. El partido fue luego acusado de planear un golpe de Estado y elementos del Ejército ecuatoguineano asediaron la sede del partido durante días, practicando detenciones y maltratos. En septiembre de ese año, Nse Obiang fue inhabilitado de toda actividad política por la justicia guineana, por el delito de "injurias y lesiones graves".
En diciembre de 2017, Nsé Obiang fue señalado por el gobierno ecuatoguineano como uno de los instigadores del intento de golpe de Estado acontecido ese mes, lo cual fue rotundamente desmentido. Aun así, el gobierno lanzó nuevamente una ola de represión contra CI.
En septiembre de 2022, Gabriel Nse Obiang Obono fue detenido en su domicilio tras haber desobedecido a la justicia al no acudir a una citación del fiscal.
El 26 de junio de 2023, Gabriel Nse Obiang fue condenado a 29 años de prisión por “homicidio, ejercicio abusivo de derechos fundamentales, injurias a las fuerzas de seguridad, tenencia ilícita de municiones”.